# Styria Media Group
Styria Media Group AG (Styria) – austriackie przedsiębiorstwo funkcjonujące w branży medialnej. Zostało założone w 1869 roku.
Należy do największych austriackich przedsiębiorstw mediowych. Zatrudnia ok. 3 tys. pracowników oraz działa na rynkach austriackim, chorwackim i słoweńskim.